# 任卓宣

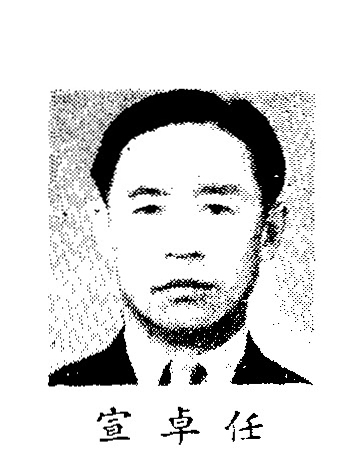

任卓宣（1896年4月4日—1990年1月29日），原名啟彰，筆名葉青，四川南充人。政治理論家。

## 生平
父親是私塾教師，幼讀家塾，讀書過目不忘，有神童之稱。在蒙師任吉三的支持下考入七寶寺高小，後考入南充縣立中學，畢業后在小學教書。1919年得四川省省長張瀾推薦，考入北京高等法文專修館，為赴法國勤工儉學作准備。1920年6月，在張瀾的資助下，任卓宣與吳季蟠、楊昌祚、雷耀清等赴法國勤工儉學。他先在里昂附近一家鋼鐵廠當學徒，后在巴黎近郊一家工廠做技工。1922年與周恩來、陳延年等發起組織中國少年共產黨，創辦《少年》。1923年任旅歐中國共產主義青年團執行委員，加入中國共產黨，任中共旅法支部書記。1925年他在法國組織華人游行示威，聲援國內五卅運動。6月21日，他帶領百余名華人衝擊中華民國駐法國大使館，遭到法國政府鎮壓，他作為談判總代表與其他二十余人被捕入獄。4個月后，他被驅逐出境，在中共安排下經柏林前往蘇聯，去莫斯科中山大学就读，与孙冶方等人同学。到莫斯科不久，中共旅莫斯科支部成立，任卓宣是三個負責人之一，擔任中山大學支部的負責人。1925年冬，王明等來到中山大學，王明與任卓宣開展辯論（即“教務派”和“黨務派”之間的辯論），任卓宣落敗，中山大學支部被迫解散。1926年底，任卓宣奉命返國，先任中共廣東區委宣傳部部長，繼任中共中央黨報委員會委員等職，並兼任黃埔軍校政治教官。
1927年，由於中共湖南省委書記王一飛被捕，任卓宣被調到湖南，任省委書記兼宣傳部長。是年冬天，他因變節者提供情報被捕，但被當局槍決未死，有人通知其表妹將他送進長沙的湘雅醫院救治。在醫院調養期間，他重新與中共取得聯繫，相繼領導了長沙、平江、瀏陽、醴陵等地的暴動，但不久再次被捕入獄，因此投向中國國民黨。他在湖南省懲共法院副院長左國雍介紹下，擔任駐湘的川軍第20師少校政治教官，專門訓練反共干部。1928年返回成都，11月10日創辦《科學思想》旬刊。1930年夏，應王集叢之邀到上海參加辛墾書店，任編輯，次年2月1日創辦《二十世紀》月刊。1934年《二十世紀》月刊停辦。1937年抗戰爆發後，和任一黎、張滌非、吳曼君、張絢中等人發起三民主義研究及三民主義文化運動，成為三民主義理論的健將，主辦《政治評論》。1941年，他在閱讀了毛澤東的《論持久戰》、《論新階段》、《新民主主義論》等文章后，在重慶出版的《抗戰與文化》雜志撰寫讀后感，文章中首次提出了“毛澤東主義”的概念，指毛澤東主義是「中國的農民主義」、是「太平天國洪秀全的一個再版」；后來王稼祥等修訂為「毛澤東思想」。至中共七大，劉少奇在報告中正式提出「毛澤東思想」。
1949年1月中共公布的第二批戰犯名單中，任卓宣的名字是最后一名。1949年中旬，因中共在大陸上台，而赴台湾，並成立帕米爾書店與中國五權憲法學會，而其著作多半以反共理論與解釋國父思想為主，同時擔任國民黨宣傳部部長。是中國文藝協會會員。曾參與1961年的中西文化論戰。1985年獲得中國文藝協會中國文藝獎章的榮譽文藝獎章。

## 家庭
夫人尉素秋，中央大學文史系畢業，曾任成功大學中文系主任，是尉天聰的姑母。

## 著作
- 胡適批判
- 张东荪批判
- 新哲学论战集
- 怎樣研究三民主義
- 三民主義之完美
- 三民主義與社會主義
- 三民主义与民主政治
- 三民主義底社會基礎
- 三民主义底哲学基础
- 民生主義真解
- 中國政治問題
- 馬克思主義批判
- 毛澤東批判
- 毛澤東思想批判
- 三民主義概論
- 三民主義新解
- 孔孟學說底真相與辯正
- 文學和語文